# Chang Kyou-chul
Chang Kyou-chul (in Hangŭl: 장규철, anche noto come Chang Sun-gil, in hangul: 장순길; 19 giugno 1946 – 19 aprile 2000) è stato un pugile sudcoreano.

## Palmarès

### Olimpiadi
- 1 medaglia:
  - 1 bronzo (Città del Messico 1968 nei pesi gallo)

### Campionati asiatici dilettanti
- 2 medaglie:
  - 2 ori (Seul 1965 nei pesi mosca; Colombo 1967 nei pesi gallo)